# 钢琴协奏曲 (斯克里亚宾)

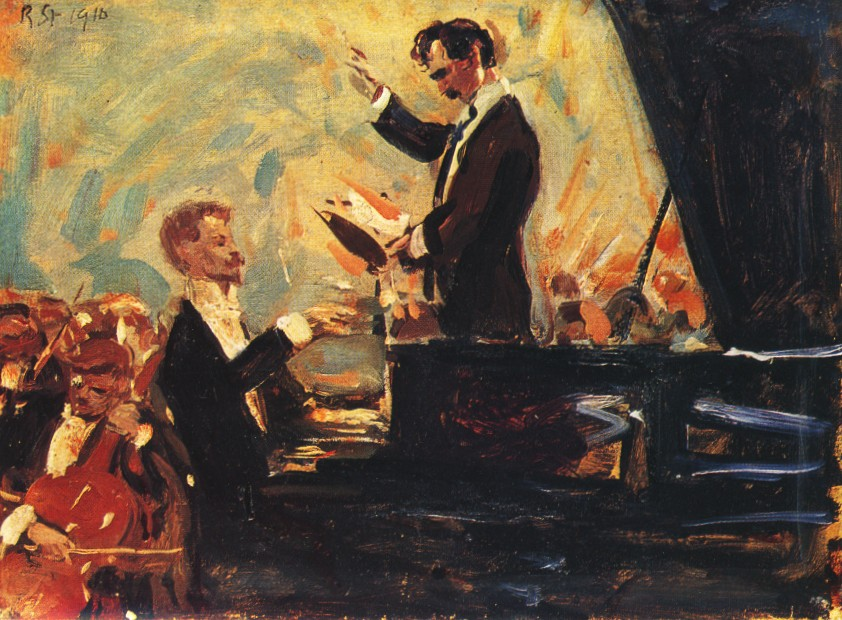
《谢尔盖·库塞维茨基指挥亚历山大·斯克里亚宾钢琴协奏曲》，罗伯特·斯特尔绘于1910年

升f小调钢琴协奏曲，作品20，为俄罗斯作曲家斯克里亚宾所写的唯一一首协奏曲，于1896年当斯克里亚宾24岁时谱写，属作曲家早期作品。
作品于1897年10月11日首演于敖德萨，由斯克里亚宾在莫斯科音乐学院期间的老师瓦西里·萨福诺夫指挥。作曲家本人1906年和1907年分别在纽约和底特律演奏了这部作品，此外还有1911年圣彼得堡和1914年伦敦的演奏。